# Людвіг фон дер Леєн
Людвіг фон дер Леєн (нім. Ludwig von der Leyen; 17 серпня 1895, Шарлоттенбург — 3 лютого 1967, Маленте) — німецький офіцер, генерал-лейтенант вермахту.

## Біографія
Учасник Першої світової війни, після демобілізації армії залишений у рейхсвері.
З 1 квітня 1938 по 1 березня 1940 року — командир 12-ї піхотної дивізії. Учасник Польської кампанії. З 20 травня по 31 липня 1940 року — інспектор частин запасу Алленштайна. З листопада 1940 по вересень 1944 року — інспектор частин запасу Меца.

## Звання
- Фенріх (24 квітня 1904)
- Лейтенант (27 січня 1905)
- Обер-лейтенант (27 січня 1913)
- Гауптман (24 грудня 1914)
- Майор (1 лютого 1927)
- Оберст-лейтенант (1 квітня 1931)
- Оберст (1 жовтня 1933)
- Генерал-майор (1 жовтня 1936)
- Генерал-лейтенант (1 червня 1938)

## Нагороди
- Залізний хрест 2-го і 1-го класу
- Ганзейський Хрест (Гамбург)
- Королівський орден дому Гогенцоллернів, лицарський хрест з мечами
- Почесний хрест ветерана війни з мечами
- Медаль «За вислугу років у Вермахті» 4-го, 3-го, 2-го і 1-го класу
- Застібка до Залізного хреста 2-го класу